# Elasmus fictus
Elasmus fictus är en stekelart som beskrevs av Girault 1915. Elasmus fictus ingår i släktet Elasmus och familjen finglanssteklar. Inga underarter finns listade i Catalogue of Life.